# الحريقة (حبيش)

تعديل مصدري - تعديل

الحريقة محلة تابعة لقرية خير موضع، التابعة لعزلة السلق بمديرية حبيش إحدى مديريات محافظة إب في الجمهورية اليمنية، بلغ تعداد سكانها 103 حسب تعداد اليمن لعام 2004.